# Lissonota confusa
Lissonota confusa là một loài tò vò trong họ Ichneumonidae.